# Меншик, Павел
Павел Меншик (чеш. Pavel Menšík; род. 15 марта 1968, Оломоуц, Североморавский край) — чехословацкий гребец, выступавший за сборную Чехословакии по академической гребле в конце 1980-х — начале 1990-х годов. Обладатель серебряной медали чемпионата мира, победитель и призёр первенств национального значения, участник летних Олимпийских игр в Барселоне.

## Биография
Павел Меншик родился 15 марта 1968 года в городе Оломоуц, Чехословакия.
Занимался академической греблей в Праге, проходил подготовку в столичном гребном клубе «Дукла».
Впервые заявил о себе на международном уровне в сезоне 1986 года, когда вошёл в состав чехословацкой национальной сборной и выступил на юниорском мировом первенстве в Рачице, где в зачёте распашных рулевых четвёрок превзошёл всех соперников и завоевал золотую медаль.
В 1989 году побывал на чемпионате мира в Бледе, откуда привёз награду серебряного достоинства, выигранную в четвёрках — уступил здесь только экипажу из Румынии.
В 1990 году в рулевых четвёрках стал восьмым на чемпионате мира в Тасмании.
В 1991 году в той же дисциплине занял 12-е место на чемпионате мира в Вене.
Благодаря череде удачных выступлений удостоился права защищать честь страны на летних Олимпийских играх 1992 года в Барселоне. В составе экипажа-восьмёрки, куда также вошли гребцы Душан Бусинский, Ондржей Голечек, Иржи Шефчик, Павел Сокол, Петр Блеха, Ян Бенеш, Радек Завадил и рулевой Иржи Птак, благополучно преодолел предварительный квалификационный этап, но на стадии полуфиналов занял в своём заезде последнее место и отобрался в утешительный финал В, где в конечном счёте финишировал шестым. Таким образом, расположился в итоговом протоколе соревнований на 12-й строке.
После барселонской Олимпиады Меншик больше не показывал сколько-нибудь значимых результатов в академической гребле на международной арене.